# Bérismenil
 Bérismenil  (en wallon Berimènil) est un village de la ville belge de La Roche-en-Ardenne située en Région wallonne dans la province de Luxembourg.
Avant la fusion des communes de 1977, c'était le plus important hameau de la commune de Samrée.

## Histoire
L’origine du village est vraisemblablement reliée à une importante colonie celtique de Belgique s’étant rassemblée autour de la forteresse remontant à La Tène, dont on a retrouvé des vestiges au lieu-dit « le Cheslé ».

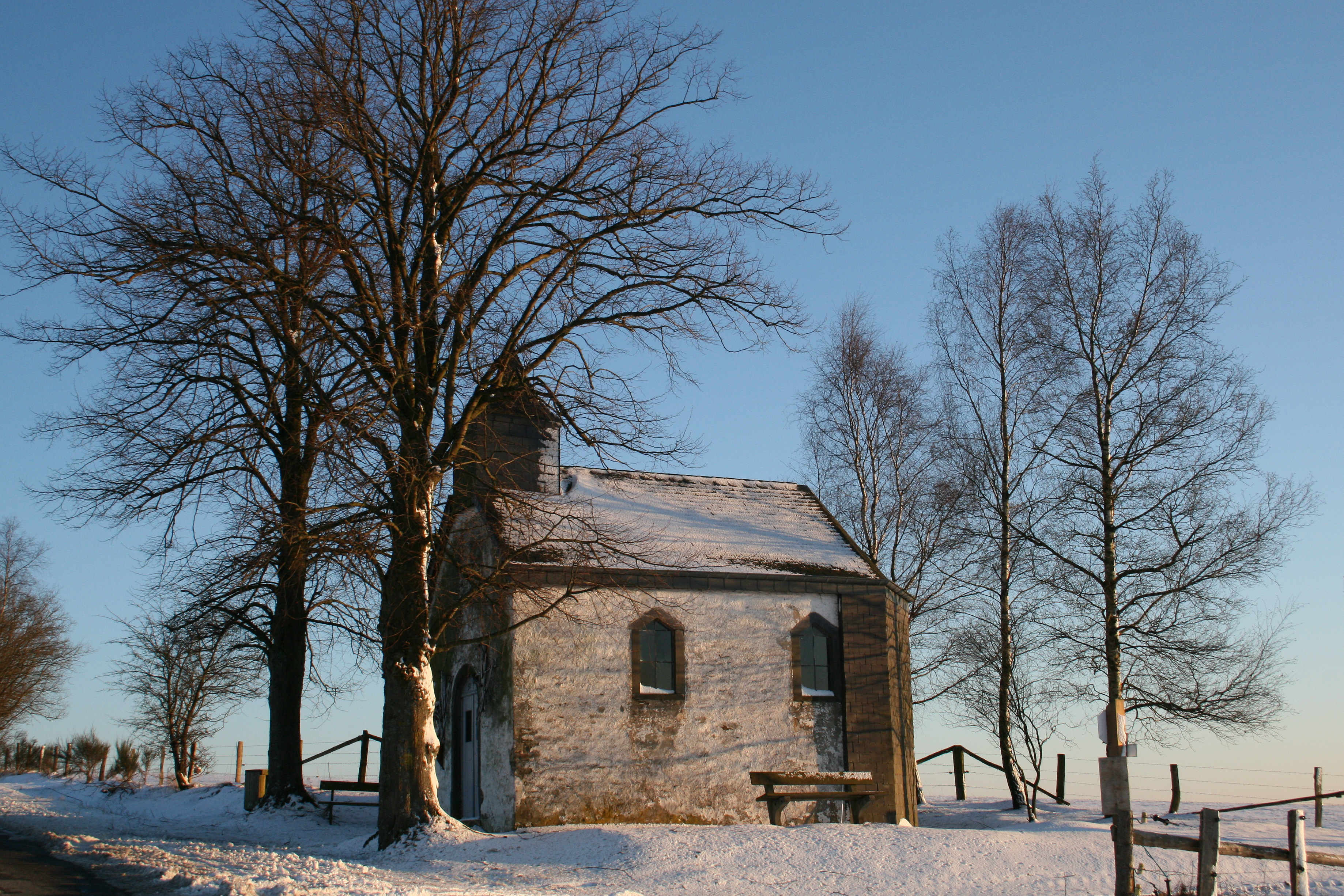
La chapelle Notre-Dame-de-Lourdes-et-Sainte-Gotte (1882).